# Пылающее сердце
«Пылающее сердце» (нем. Das brennende Herz) — немецкий немой художественный фильм 1929 года, снятый режиссёром Людвигом Бергером на студии Länderfilm.
Премьера фильма состоялась 16 февраля 1929 года.

## Сюжет
Молодой композитор Виттиг разработал революционный для театральной сцены электронный музыкальный инструмент, с помощью которого можно воспроизводить звуки, похожие на человеческий голос. Готовясь к своему первому концерту, он влюбляется в молодую певицу Дороти, с которой познакомился на кладбище. Девушка только что закончила обучение вокалу и выступает, чтобы прокормиться во второсортном кабаре «Одеон». Стыдясь этого, она притворяется почтальоном. 
Виттиг быстро замечает, что у Дороти, в которую он влюбился, красивый чистый голос, и просит её спеть на его следующем концерте. Он посвятил ей только что сочиненную им симфонию «Пылающее сердце» (Das brennende Herz). Композитор хочет сделать ей предложение, но встречает свою приемную мать, алкоголичку, которая приходит в «Одеон», чтобы выпить, и видит Дороти на сцене. Разочарованный и разгневанный, Виттиг требует объяснений.
Расстроенная Дороти при выходе из кабаре попадает под машину. В больнице она надеется на визит Виттига. Между тем композитор понимает, почему она не сказала правду. По мере приближения концерта маэстро нервничает. Он солирует на электронном инструменте. В рядах мы слышим голос Дороти, как мираж, но он исходит от инструмента, который делает этот концерт успешным.

## В ролях
- Мади Кристианс — Дороти
- Густав Фрёлих —  Георг Виттиг
- Фридрих Кайслер — профессор Клавдий
- Фрида Рихард  — мать Виттига
- Лена Малена  — Зазу
- Ханна Вааг — Инге Келлер, почтальон
- Ида Вюст  — Изольда Фукс, концертный агент
- Антон Эдтофер — Шущинский
- Роза Валетти  — Хозяйка «Одеона»
- Антон Пойнтнер — барон
- Александра Шмитт— Костюмер
- Эльза Вагнер — оператор шоу
- Хуберт фон Мейеринк